# Baryscapus
Baryscapus är ett släkte av steklar som beskrevs av Förster 1856. Baryscapus ingår i familjen finglanssteklar.

## Dottertaxa tillBaryscapus, i alfabetisk ordning[1][2]
- Baryscapus adalia
- Baryscapus aenescens
- Baryscapus agrilorum
- Baryscapus albitarsis
- Baryscapus aligarhensis
- Baryscapus americanus
- Baryscapus anasillus
- Baryscapus andriescui
- Baryscapus babiyi
- Baryscapus bachmaieri
- Baryscapus barbarae
- Baryscapus bewicki
- Baryscapus bouceki
- Baryscapus bruchivorus
- Baryscapus bruchophagi
- Baryscapus bruniqueli
- Baryscapus buxi
- Baryscapus carthami
- Baryscapus cecidophagus
- Baryscapus chlamytis
- Baryscapus chrysopae
- Baryscapus cirsiicola
- Baryscapus coerulescens
- Baryscapus contingens
- Baryscapus cormus
- Baryscapus daira
- Baryscapus diaphantus
- Baryscapus diorhabdivorus
- Baryscapus dolosus
- Baryscapus dryocoetae
- Baryscapus elasmi
- Baryscapus embolicus
- Baryscapus endemus
- Baryscapus endofiticus
- Baryscapus erynniae
- Baryscapus eudolichocerus
- Baryscapus euphorbiae
- Baryscapus evonymellae
- Baryscapus fechteri
- Baryscapus fennahi
- Baryscapus fossarum
- Baryscapus fumipennis
- Baryscapus galactopus
- Baryscapus garganus
- Baryscapus gaziantepensis
- Baryscapus gerstaeckeriae
- Baryscapus gigas
- Baryscapus globosiclava
- Baryscapus gradwelli
- Baryscapus grafi
- Baryscapus granulatus
- Baryscapus haeselbarthi
- Baryscapus hemigaster
- Baryscapus holbeini
- Baryscapus hunteri
- Baryscapus hylesini
- Baryscapus ichthyus
- Baryscapus impeditus
- Baryscapus insularis
- Baryscapus irideus
- Baryscapus kilinceri
- Baryscapus lissus
- Baryscapus lotellae
- Baryscapus malacosomae
- Baryscapus malophilus
- Baryscapus megachilidis
- Baryscapus megos
- Baryscapus microrhopalae
- Baryscapus modestus
- Baryscapus moldovicus
- Baryscapus mucronatus
- Baryscapus multisetosus
- Baryscapus nigroviolaceus
- Baryscapus nordi
- Baryscapus obesulus
- Baryscapus oophagus
- Baryscapus orgyiae
- Baryscapus pallasi
- Baryscapus pallidae
- Baryscapus papaveris
- Baryscapus phidippi
- Baryscapus philodromi
- Baryscapus phytomyzae
- Baryscapus pilicornis
- Baryscapus pospelovi
- Baryscapus prionomeri
- Baryscapus protasis
- Baryscapus racemariae
- Baryscapus repulsus
- Baryscapus rugglesi
- Baryscapus servadeii
- Baryscapus spartifoliellae
- Baryscapus spenceri
- Baryscapus stanfordiensis
- Baryscapus starki
- Baryscapus sugonjaevi
- Baryscapus szoecsi
- Baryscapus talitzkii
- Baryscapus thanasimi
- Baryscapus theclae
- Baryscapus transversalis
- Baryscapus turionum
- Baryscapus uetzi
- Baryscapus virens